# Carl Heck
Carl Ernst Robert Heck, auch Karl Heck (* 23. Juni 1907 in Berlin; † nach 1981), war ein deutsches Mitglied der Sturmabteilung (SA), zuletzt im Rang eines SA-Brigadeführers.

## Leben
Carl Heck war der mittlere von drei Söhnen eines Polizeileutnants in Berlin. Sein älterer Bruder war Johannes Heck (1903–1987), der durch seine Mitwirkung am „Euthanasie“-Einsatz während des Zweiten Weltkriegs bekannt wurde.
In den 1930er Jahren führte Heck die SA-Standarte 8 in Berlin. Nach dem Machtantritt der Nationalsozialisten fiel Heck u. a. durch seine Teilnahme an Plünderungen auf, worüber u. a. Die Weltbühne berichtete.
Im Gefolge der politischen Säuberungsaktion der NS-Regierung vom Sommer 1934 (sogenannter Röhm-Putsch), in deren Verlauf etwa 90 Personen zu Tode kamen, wurde auch Heck im Ausland verschiedentlich als eines der Opfer des Mordgeschehens vom 30. Juni bis 2. Juli 1934 gemeldet, offenbar irrtümlich.
Seinen höchsten Rang in der SA erreichte Heck am 30. Januar 1939, als er vom Oberführer der Brigade 108 zum SA-Brigadeführer befördert wurde.
Letztmals öffentlich in Erscheinung trat Heck 1981 in dem BBC-Dokumentarfilm Hitler’s Night of the Hummingbird (Regie und Präsentation Hugh Carlton Greene), in dem er als Zeitzeuge interviewt wurde.